# Gmina
En gmina er den laveste administrative inddeling i Polen, og svarer til kommuner i andre lande.[kilde mangler] Gminaerne opdeles i tre typer:
- bykommune (gmina miejska), bestående af én by
- blandet kommune (gmina miejsko-wiejska), bestående af en by og omkringliggende landsbyer
- landkommune (gmina wiejska), bestående af landsbyer[kilde mangler]

Lovorganet i gminaerne er kommunerådet (rada gminy) ledet af en wójt (i landkommuner), borgmester (burmistrz; i blandede kommuner og bykommuner) eller bypræsident (prezydent miasta; i bykommuner med mere end 50.000 indbyggere), som sidder med den udøvende magt.[kilde mangler]
Gmina er placeret i i LAU 2 i de regionale statistikker i Den Europæiske Union, tilsvarende danske sogne.